# Кулдигский полумарафон
Кулдигский полумарафон (латыш. Kuldīgas pusmaratons) — ежегодный полумарафонский забег, проходящий по улицам Кулдиги. Особенностью спортивного состязания является то, что оно проходит по булыжным мостовым, а трасса изобилует поворотами на старинных улицах города.

## Победители
Рекорд соревнований
| Год  | Мужчины            | Гражданство | Время 0(ч:м:с) | Женщины            | Гражданство | Время 0(ч:м:с) |
| ---- | ------------------ | ----------- | -------------- | ------------------ | ----------- | -------------- |
| 2015 | Янис Вискерс       | Латвия      | 1:07:13        | Илона Мархель      | Латвия      | 1:19:00        |
| 2014 | Дмитрий Серёгин    | Латвия      | 1:10:28        | Анита Каземака     | Латвия      | 1:20:05        |
| 2013 | Валерий Жолнерович | Латвия      | 1:06:53        | Елена Прокопчук    | Латвия      | 1:12:52        |
| 2012 | Мариус Дилиунас    | Литва       | 1:09:23        | Елена Прокопчук    | Латвия      | 1:14:29        |
| 2011 | Валерий Жолнерович | Латвия      | 1:06:17        | Диана Лобачевская  | Литва       | 1:15:08        |
| 2010 | Степан Роговцов    | Беларусь    | 1:09:02        | Елена Прокопчук    | Латвия      | 1:19:30        |
| 2009 | Степан Роговцов    | Беларусь    | 1:06:58        | Елена Абеле        | Латвия      | 1:19:53        |
| 2008 | Марекс Флорошек    | Латвия      | 1:09:08        | Елена Прокопчук    | Латвия      | 1:15:57        |
| 2007 | Даиниус Саучиковас | Литва       | 1:12:57        | Живиле Бальчюнайте | Литва       | 1:18:26        |
| 2006 | Виктор Слесаренко  | Латвия      | 1:08:22        | Елена Прокопчук    | Латвия      | 1:13:36        |